# Bas-Vendômois
Depuis le XIIIe siècle, le Vendômois est divisé en deux parties d'amont en aval de la vallée du Loir : le haut-Vendômois avec Vendôme pour chef-lieu, le Bas-Vendômois avec Montoire pour chef-lieu. Cette division a été reconnue par les administrations de l'Ancien Régime. Le Bas-Vendômois est également dit "Pays de Ronsard", en souvenir du poète qui y est né et l'a chanté dans son œuvre.